# S/S Nirvana
S/S Nirvana är en svensk ångslup med hemmahamn i Stockholm.
Nirvana byggdes ursprungligen 1950 som en motorvarpbåt av Lidwall & Söner i Leksand och levererades till Testeboåns flottningsförening i Linghed. Hon har senare byggts om till en ångslup för fritidsbruk och finns på Singö.

## Fartygsfakta
- Byggår: 1950
- Varv: Lidwall & Söner AB i Leksand, nr 85
- Längd över allt: 9,5 meter
- Bredd:  2,5 meter
- Maskineri: encylindrig dubbelverkande expansionsmaskin, tillverkad av Svedanders i Torsås omkring 1920
- Ägare: Privatperson